# Eroge

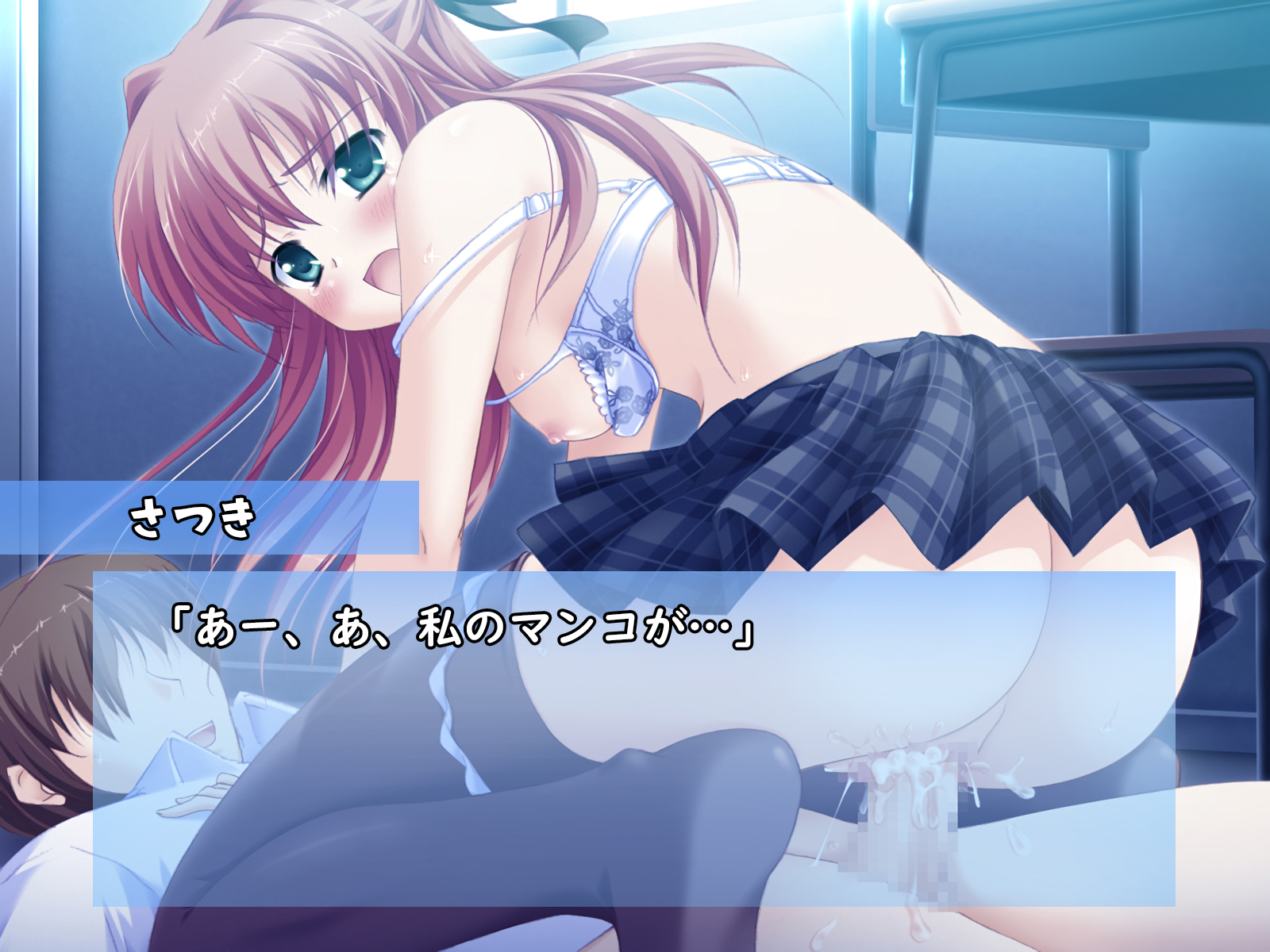
Cenas como esta estão presentes com frequências em jogos Eroge.

Eroge (エロゲー, erochikku gēmu) é um gênero de jogos de computador que possuem algum conteúdo erótico, geralmente desenhado no estilo anime/mangá. No Ocidente, eroge são por vezes erroneamente chamados de Hentai Games (ou Jogos Hentai, H-Games), usando o significado ocidental de hentai, o qual não é originalmente usado no Japão. Esses tipos de jogos são muito usados e comprados no Japão.